# Zofia Oraczewska
Zofia Oraczewska, także Zofia Oraczewska - Grabowska (ur. 28 stycznia 1931 w Warszawie zm. 19 października 1997 w Łodzi) – polska reżyserka, twórczyni filmów animowanych.
Absolwentka Akademii Sztuk Pięknych w Warszawie w 1956 r. Członek SFP i ZAiKS.
Jest jedną z bohaterek książki Jerzego Armaty Anima. Mistrzowie polskiej animacji (wyd. EGoFILM, Warszawa 2025).

## Filmografia
- 1988 - KRÓLEWSKI PŁASZCZ Reżyseria, Scenografia
- 1987 - CZAS SĘPA Realizacja
- 1986 - PRZED WSCHODEM SŁ0ŃCA Reżyseria, Scenariusz, Opracowanie plastyczne
- 1983-1985 - Z BAJEK NASZYCH PRADZIADKÓW W/G BRACI GRIMM Realizacja, Scenariusz
- 1981 - PAX VINCIT Reżyseria, Scenografia
- 1979 - Z ŻYCIA OWADÓW CZYLI LOT TRZMIELA. Reżyseria, Scenariusz, Scenografia
- 1978 - BUDA Opracowanie plastyczne,
- 1977 - ODWIEDZINY NIE Z TEJ ZIEMI Reżyseria, Scenografia
- 1976 - OSTATNIE WIELKIE DRZEWO Reżyseria, Scenariusz, Scenografia
- 1976 - BANKIET Reżyseria, Scenariusz, Scenografia
- 1975 - SI VIS PACEM... Reżyseria, Scenariusz, Scenografia
- 1975 - OSTATNI ZACHÓD SŁOŃCA Reżyseria
- 1974 - PRZYJACIEL Z JEZIORA Reżyseria, Scenariusz
- 1973 - HISTORIA SENTYMENTALNA Realizacja
- 1973 - DE REVOLUTIONIBUS ORBIUM COELESTIUM Realizacja,
- 1971 - PO DRUGIEJ STRONIE Reżyseria, Scenariusz, Scenografia,
- 1971 - KANGURY Reżyseria, Scenariusz, Scenografia,
- 1968 - KOMPOZYTOR I MUZA Reżyseria, Scenariusz, Opracowanie plastyczne,
- 1968 - FOTOGRAFIA RODZINNA Animacja,
- 1967 - KÓŁKO Reżyseria, Scenariusz, Scenografia,
- 1966 - GRA (Badzian T.) Opracowanie plastyczne,
- 1965 - XIII BARAN Reżyseria, Opracowanie plastyczne
- 1964 - ROZTAŃCZONE PANTOFELKI w JACEK W KRAINIE BAŚNI Reżyseria, Scenografia,
- 1964 - CZARODZIEJSKI DZWON Realizacja, Projekty plastyczne,
- 1962 - LODY ŚMIETANKOWE w JACEK ŚPIOSZEK Opracowanie plastyczne, Reżyseria
- 1962 - LIST GOŃCZY w JACEK ŚPIOSZEK Reżyseria
- 1961 - UTRACONY RAJ Reżyseria
- 1960 - ZWARIOWANE PRZYGODY Animacja
- 1960 - SCHERZO WIOSENNE Animacja
- 1960 - PRZYGODA W PASKI Animacja
- 1960 - PO DESZCZU JEST SŁOŃCE Animacja
- 1951 - OPOWIEDZIAŁ DZIĘCIOŁ SOWIE... Rysunki